# 奇基托斯耶穌會傳教區
奇基托斯的耶穌會傳教區（西班牙語：Misiones jesuitas de Chiquitos）位於玻利維亞東部的聖克魯斯省。1990年，這些前教會中的六個（現在都是世俗城市）共同被指定為聯合國教科文組織世界遺產。以歐洲和美洲印第安人文化影響的獨特融合為特色，這些教會在17世紀由耶穌會士創立為耶穌會縮減地，在18世紀促成了當地部落皈依基督教。
在17世紀末，與南美洲西班牙和葡萄牙領土接壤的內陸地區基本上尚未開發。受西班牙王室派遣，耶穌會士在76年的時間裡探索並在西屬美洲邊境偏遠的奇基塔尼亞（當時稱為奇基托斯）建立了11個定居點。他們以獨特而獨特的風格建造了教堂(templos)，融合了本土和歐洲建築的元素。傳教團的土著居民被教導歐洲音樂作為皈依的一種手段。這些任務是自給自足的，經濟繁榮，並且幾乎獨立於西班牙王室。
在1767年耶穌會被逐出西班牙領土後，南美洲的大部分耶穌會教堂都被遺棄並淪為廢墟。奇基托斯的前耶穌會傳教區的定居點及其相關文化卻基本上完好無損地保存下來。

1972年，前瑞士耶穌會士和建築師漢斯·羅斯（Hans Roth）的到來開啟了傳教士教堂的大型修復工程。自1990年以來，這些前耶穌會士傳教士受到了一定程度的歡迎，並已成為旅遊勝地。